# Ноттинг-Хилл

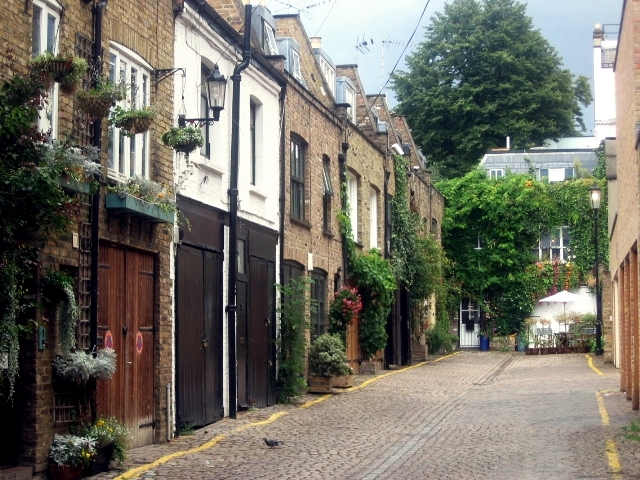
Типичная улочка Ноттинг-Хилла

Но́ттинг-Хилл (англ. Notting Hill) — район в Лондоне, северная часть административного округа Кенсингтон и Челси.
Примерно с 1870 года Ноттинг-Хилл ассоциировался с художниками.
В начале XIX века семейство Лэдброуков, владевшее землями на севере Кенсингтона, наняло архитектора Томаса Эллома для превращения этой малоразвитой территории на западной окраине Лондона в район элитной недвижимости на манер Белгравии. Эта зона викторианской застройки первоначально называлась Кенсингтон-парком. В 1837 году в Северном Кенсингтоне открылся ипподром.
В начале XX века Ноттинг-хилл был тихим спальным районом, где проживала значительная доля лондонского среднего класса. Затем цены на жильё стали падать, а после бомбардировок люфтваффе его и вовсе застроили трущобами. В послевоенное время здесь стали селиться эмигранты — преимущественно выходцы из Средиземноморья и Карибского бассейна, что приводило к волнениям на почве межнациональной вражды.
В последние десятилетия лондонские власти предприняли усилия по ликвидации очага межэтнической напряжённости в Ноттинг-Хилле. Он был благоустроен и превращён в респектабельный район. О его прежних обитателях напоминает ежегодный красочный карнавал по образцу бразильского..

## История

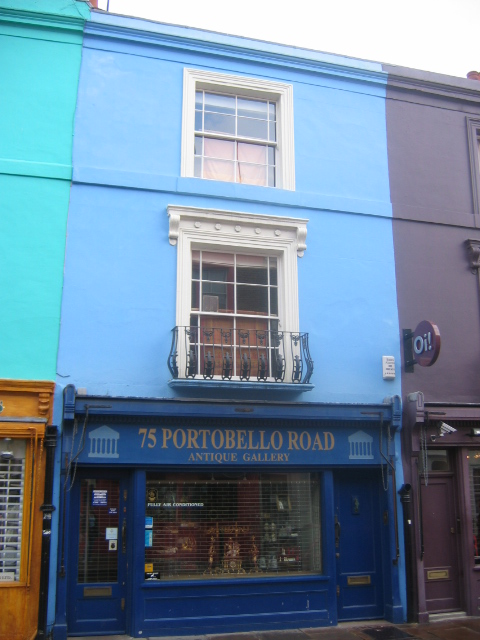
Антикварная лавка на Портобелло-роуд

Ноттинг-Хилл находится в историческом графстве Мидлсекс. Изначально это была деревушка, которая расширилась до городского Лондона в XIX веке. Уже в 1870 году, даже после того, как деревушка стала лондонским пригородом, Ноттинг-Хилл по-прежнему упоминался как находящийся в Мидлсексе, а не в Лондоне.
Происхождение названия Ноттинг-Хилл неясно, в старых сведениях 1878 года сообщается, что название происходит от поместья в Кенсингтоне под названием Ноттинг-Бернес или Нуттинг-Барнс.
Район на Западе вокруг гончарного переулка использовался в начале XIX века для изготовления кирпича и плитки из тяжелой глины, добытой в этом районе. Глину лепили и обжигали в нескольких печах. Единственная оставшаяся в Лондоне печь XIX века находится на Уолмер-Роуд. В этот район переехали свиноводы после того, как их вытеснили из района Мраморной арки.

### С начала до середины XX века

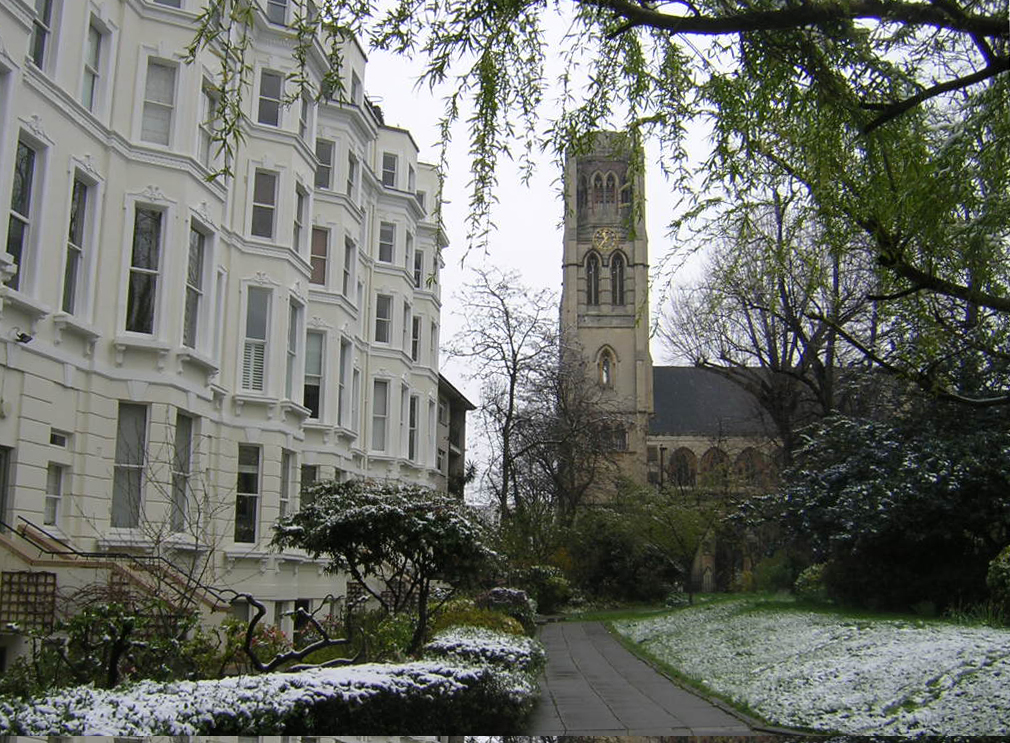
Nos 1-9 Colville Gardens, ныне известный как Pinehurst Court, показывает Церковь Всех Святых на заднем плане

Репутация района изменилась в течение XX века. Поскольку средний класс перестал нанимать прислугу, большие дома Ноттинг-Хилла потеряли свой рынок сбыта. Во время Блица несколько зданий были повреждены или разрушены Люфтваффе, в том числе церковь Всех Святых. В послевоенный период название Ноттинг-Хилл ассоциировалось с убогим районом дешевых квартир, олицетворением которого были рэкетир, Питер Рахман, и убийства, совершенные Джоном Кристи на Риллингтон-плейс. Район на северо-востоке, под названием Голборн, был особенно известен тем, что, по словам Чарлза Бута, являлся одним из худших районов в Лондоне. В 1923 году на Саутэм-стрит в Кенсал-Грин проживало 2400 человек в 140 девятикомнатных домах, а дети трущоб с этой улицы были запечатлены на фотографиях Роджера Мэйна 1950-х годов.
В конце августа — начале сентября 1958 года начали происходить расовые беспорядки в Ноттинг-Хилле. Считается, что серия беспорядков началась 30 августа, когда банда белых молодых людей напала на шведку, Мейбритт Моррисон, которая была замужем за индийцем, Рэймондом Моррисоном, после предыдущего инцидента на станции метро Латимер-Роуд . Позже той же ночью толпа из 300—400 белых людей, включая многих тедди-боев, была замечена на Брэмли-Роуд, нападая на дома жителей Индии. Беспорядки, расовые беспорядки и нападения продолжались каждую ночь до 5 сентября.
Плохие жилищные условия в Ноттинг-Хилле побудили министра, Брюса Кенрика, к основанию жилищного фонда в 1963 году, который помог провести новое жилищное законодательство в 1960-х годах и основал Национальную жилищную организацию Shelter в 1966 году. Nos 1-9 Colville Gardens, ныне известный как Pinehurst Court, стал настолько запущенным к 1969 году, что его владелец Роберт Губай из Cledro Developments описал условия в зданиях как поистине ужасные.
Трущобы были расчищены во время реконструкции в 1960-х и 1970-х годах, когда были построены эстакада Уэстуэй и Треллик-Тауэр. В настоящее время здесь проживает община, состоящая в основном из испанцев и марокканцев, а также португальцев.

### Конец XX века — настоящее время
К 1980-м годам дома на одну семью стали популярны у семей из-за открытых пространств и стильной архитектуры Ноттинг-Хилла. Сегодня этот район является одним из самых желанных в Лондоне. Некоторые части Ноттинг-Хилла характеризуются красивыми оштукатуренными домами с колоннами и верандами, часто с садами, особенно вокруг Пембридж-Плейс и Доусон-Плейс, а также улицами, расходящимися от южной части Лэдброк-Гроув. Есть большие террасы, такие как сады Кенсингтон-парка, и большие виллы, как на Пембридж-сквер и вокруг Холланд-парка. Существует также новое строительство современных домов.

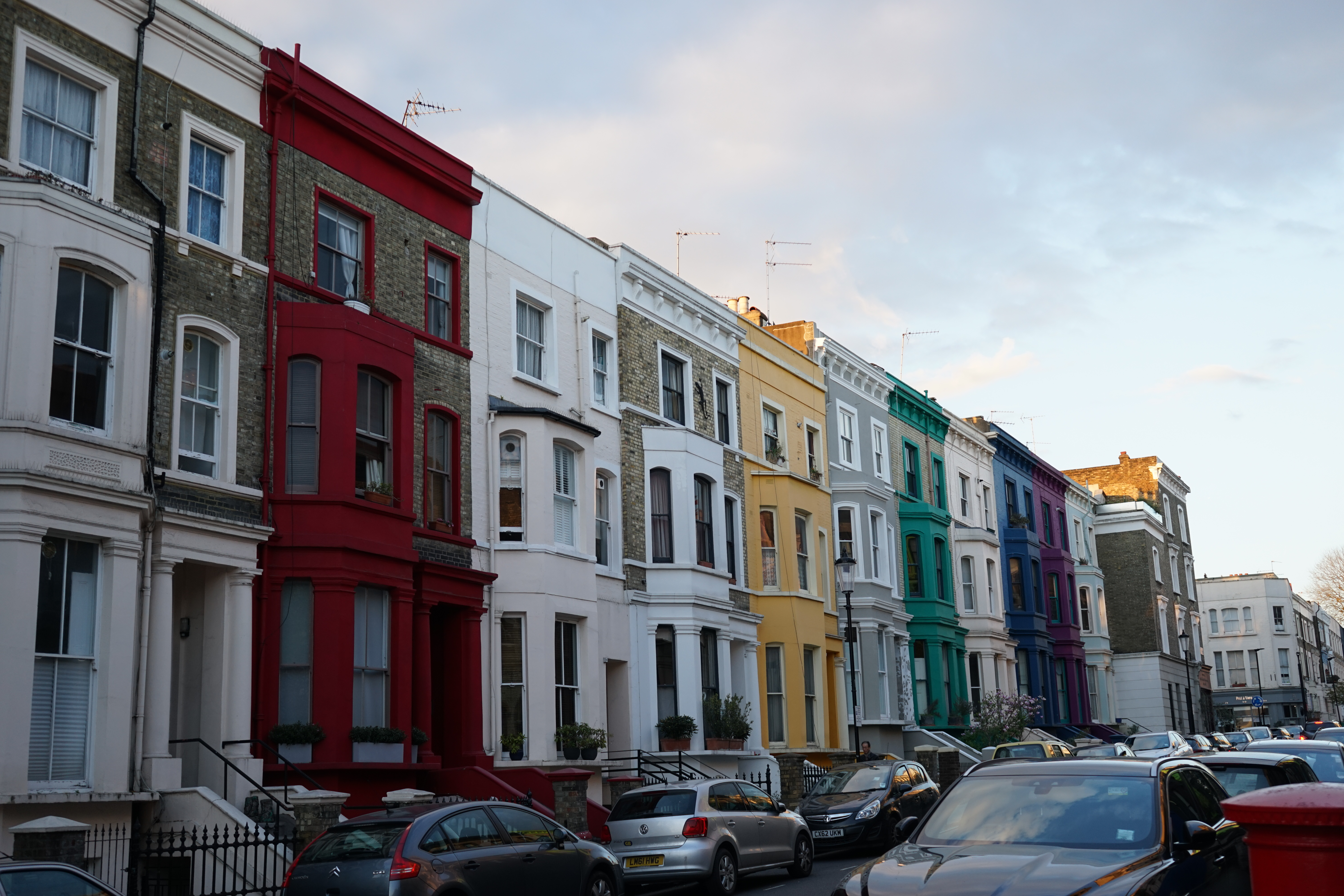
Ноттинг-Хилл полон красочных домов.

По крайней мере, с 2000 года независимые магазины в Портобелло, такие как Culture Shack, проиграли многонациональным стандартизированным сетям, таким как Starbucks. В 2009 году Lipka’s Arcade, большой крытый антикварный рынок, был заменен сетью магазинов AllSaints.
Район примыкает к двум большим общественным паркам — Холланд-парку и Кенсингтонские сады, а Гайд-парк находится в пределах 1 мили (1,6 км) к востоку. Облагораживание охватило некоторые улицы, которые были одними из самых ветхих в 1980-е годы, включая дорогие торговые районы Уэстборн-Гроув и Ледбери-Роуд, а также появление Портобелло-роуд в качестве главной туристической достопримечательности Лондона и Чемберлейн-роуд в качестве местной торговой улицы с её бутиками независимых магазинов. В Ноттинг-Хилле сосредоточено большое количество ресторанов.

## Районы Ноттинг-Хилла

### Лэдброк-Гроув
Лэдброк-Гроув — это дорога, идущая вниз по западной стороне Ноттинг-Хилла, простирающаяся до Кенсал-Грин, охватывающая почтовые районы W10 и W11, а также название непосредственной области, окружающей дорогу.

### Ноттинг-Хилл Гейт
У подножия холма на главной дороге, ведущей из Лондона в Аксбридж, ныне Оксфорд-стрит, Бейсуотер-Роуд и Холланд-Парк-авеню, были сооружены ворота-заставы. Место, где стояли ворота магистрали, было известно как Ноттинг-Хилл-Гейт. Ворота были построены для того, чтобы останавливать людей, проходящих по дороге, не заплатив. Вырученные средства были направлены на содержание этой важной дороги. Ворота были сняты в XIX веке, а главная дорога была расширена и выпрямлена в 1960-х годах, что повлекло за собой снос многих зданий, соединение двух отдельных станций метро и строительство двух башенных блоков.

### Портобелло-Роуд

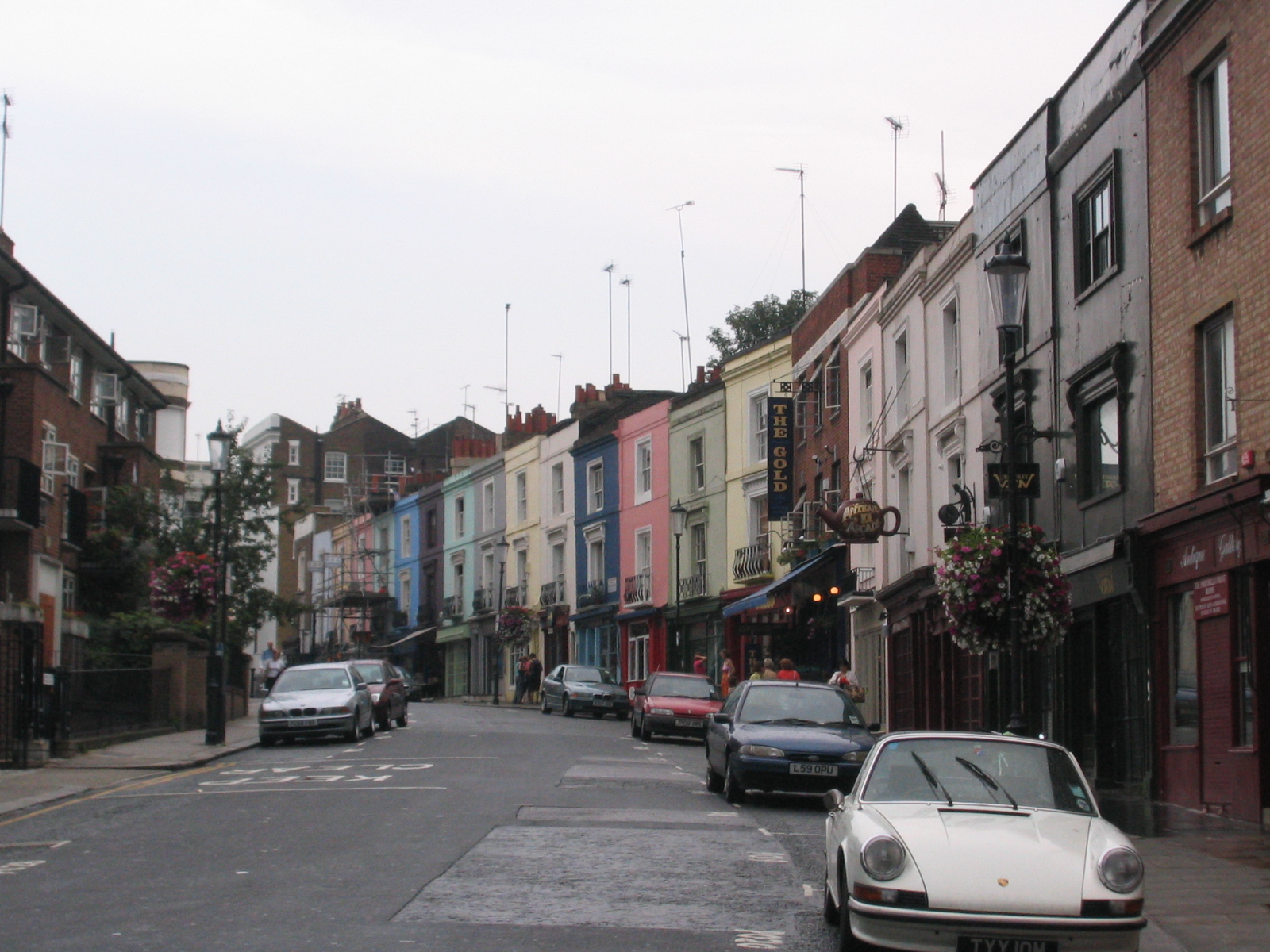
Портобелло-роуд

Портобелло-Роуд тянется почти по всему Ноттинг-Хиллу с севера на юг. Она проходит параллельно Лэдброк-Гроув. Здесь находится рынок Портобелло-Роуд, один из самых известных рынков Лондона, где есть антикварный отдел и лавки с подержанными товарами. Свежими фруктами, овощами и недорогой одеждой. Первоначально эта дорога представляла собой переулок, ведущий к ферме Портобелло на севере Ноттинг-Хилла.

### Уэстборн-Гроув
Уэстборн-Гроув — торговая улица, проходящая через Ноттинг-Хилл от Кенсингтон-парк-Роуд на западе до Квинсуэй на востоке, пересекающая Портобелло-Роуд. Она была отмечена как модная и перспективная в 1990-х годах С тех пор она привлекла множество дизайнерских торговых точек, а также независимых и сетевых ритейлеров.
Ноттинг-Хиллский карнавал проходит по центральной части Уэстборн-Гроув.

### Уэстборн-Грин
Уэстборн-Грин — район между станциями Уэстборн-парк и Ройял-Оук, состоящий в основном из жилых дорог, причем Уэстборн-парк-Роуд проходит через весь район к востоку от Ноттинг-Хилла. В этом районе находятся два очень популярных питейных заведения: The Cow и The Westbourne, расположенные в центре Уэстборн-Грин. Уэстборн-Грин в Ноттинг-Хилле находится в ведении городского совета Вестминстера.

### Северный Кенсингтон
Северный Кенсингтон — ключевой район Ноттинг-Хилла. Именно здесь произошла большая часть насилия и расовых беспорядков.
Агенты по недвижимости теперь называют супер-богатый район к югу Ноттинг-Хилл, когда речь заходит о Ноттинг-Хилл-Гейт и Холланд-парк.
Северный Кенсингтон когда-то славился своими трущобами. Однако в Северном Кенсингтоне сохраняется высокий уровень бедности и безработицы, а также высокая доля социального жилья, сдаваемого в аренду.
Волны иммиграции в этот район происходили по меньшей мере целое столетие, включая людей ирландского, еврейского, карибского, испанского и марокканского происхождения. Это постоянное обновление населения делает район одним из самых космополитичных в мире.

## Карнавал

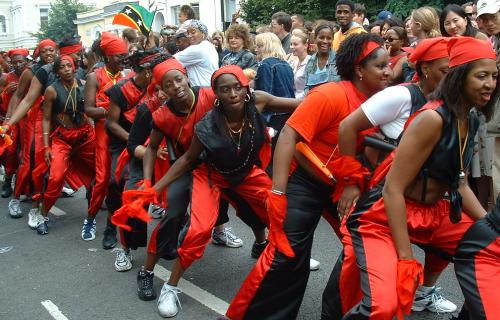
Ноттинг-Хиллский карнавал.

Ноттинг-Хиллский карнавал — ежегодное мероприятие, длящееся два дня в августе. Он проводится с 1965 года. Карнавал возглавляют представители карибского населения, многие из которых живут в этом районе с 1950-х годов. В прошлом карнавал привлек до 1,5 миллиона человек, что делает его одним из крупнейших уличных фестивалей в Европе.
Он привлек внимание прессы в 1976 году из-за столкновений с полицией, которые произошли в 1976 году по окончании карнавала после того, как полиция арестовала карманника и группа чернокожих молодых людей встала на его защиту. Беспорядки усилились, и более 100 полицейских получили ранения. Двумя заметными участниками этого бунта были Джо Страммер и Пол Симонон, которые позже сформировали оригинальную Лондонскую панк-группу The Clash. Их песня White Riot была вдохновлена их участием в этом мероприятии . Дальнейшие инциденты продолжались в течение нескольких лет, но отступили на несколько десятилетий, пока в 2008 году около 500 молодых людей не столкнулись с полицией.
В 2003 году карнавал управлялся компанией с ограниченной ответственностью Notting Hill Carnival Trust Ltd. В докладе лондонского агентства развития о 2002 года подсчитано, что это событие вносит около 93 миллионов фунтов стерлингов в экономику Лондона и Великобритании.

## Культурное влияние
Ноттинг-Хилл служит декорацией для романов Честертона, Колина Макиннеса, Майкла Муркока и Алана Холлингхерста.
Этот район также является местом действия фильмов: «Сноровка... и как её приобрести», «Представление» и «Приключения Паддингтона». Ноттинг-Хилл также служит местом действия романтической комедии 1999 года «Ноттинг-Хилл» с Джулией Робертс и Хью Грантом в главных ролях.
Ноттинг-Хилл часто называют «самым популярным районом Instagram» из-за обилия живописных ресторанов и разноцветных домов.

## Резиденты
- Деймон Албарн
- Джордж Оруэлл
- Дэвид Кэмерон
- Джордж Осборн
- Майкл Гоув
- Том Холландер